# Vikinghøgda
Vikinghøgda är en kulle i Antarktis. Den ligger i Östantarktis. Norge gör anspråk på området. Toppen på Vikinghøgda är 2 750 meter över havet.
Terrängen runt Vikinghøgda är kuperad åt nordväst, men åt sydost är den bergig. Trakten är obefolkad. Det finns inga samhällen i närheten. 